# Оливије Месијан
Оливије Ежен Проспер Шарл Месијан (фр. Olivier Messiaen; Авињон 10. децембра 1908 — 27. априла 1992. Клиши) је био француски композитор, педагог и орнитолог, један од најзначајнијих композитора  XX вијека. Месијан је био један од пионира серијализма, авангардног  музичког стила који се развио из додекафоније, а његова музика је ритмички изразито комплексна, док хармонски користи његове модусе ограничених транспозиција, које је апстрахирао из својих раних композиција. Инспирацију за музику црпео је из најразличитијих извора, попут певања птица, музике оријенталних земаља, а пре свега католичке вере. Боловао је од синестезије, коју је сматрао важном за свој композиторски рад. 

## Биографија
Рођен је 1908. године у Авињону у књижевној породици. По почетку Првог свјетског рата његов отац се пријавио за војску, док је мајка Оливијеа и његовог брата одвела у Гренобл, где је Месијан пронашао своју веру. Након што се сам научио основама, Месијан је кренуо на часове клавира. Када се отац вратио из рата селе се у Нант, где Месијан наставља са образовањем. Након што су се преселили у Париз, Месијан је са само 11 година уписао Конзерваторијум у Паризу. Његов академски успех је био бриљантан. Године 1927. мајка му умире од туберкулозе. Прва дела објављена су током студијских дана. 